# Два друга (фільм, 1941)
«Два друга» — радянський художній фільм 1941 року, знятий режисерами Львом Брожовським, Львом Ішковим, Дар'єю Шпиркан на кіностудії «Мосфільм».

## Сюжет
Про боротьбу командирів Червоної Армії зі шпигунством агентів іноземної розвідки.

## У ролях
- Василь Нещипленко — Андрій Комаров, молодший командир
- Григорій Плужник — Іван Петренко, молодший командир
- Лідія Смирнова — Ліда, стажистка на метеостанції
- Олександр Зражевський — Федір Іванович, метеоролог
- Віра Орлова — Анна Григорівна, дружина метеоролога
- Петро Соболевський — Степан Степанович Гаврилов, інспектор лісництва
- Микола Сунозов — старший політрук
- Микола Гладков — Іванов, командир 213-го кавполку
- Марина Гаврилко — буфетниця

## Знімальна група
- Режисери — Лев Брожовський, Лев Ішков, Дарія Шпиркан
- Сценарист — Л. Рубінштейн
- Оператор — Тимофій Лебешев
- Композитор — Володимир Кочетов
- Художник — Олександр Жаренов